# Svelgen
Svelgen è un villaggio della Norvegia, situato nella municipalità di Bremanger, nella contea di Vestland.